# Rimbalzo post glaciale

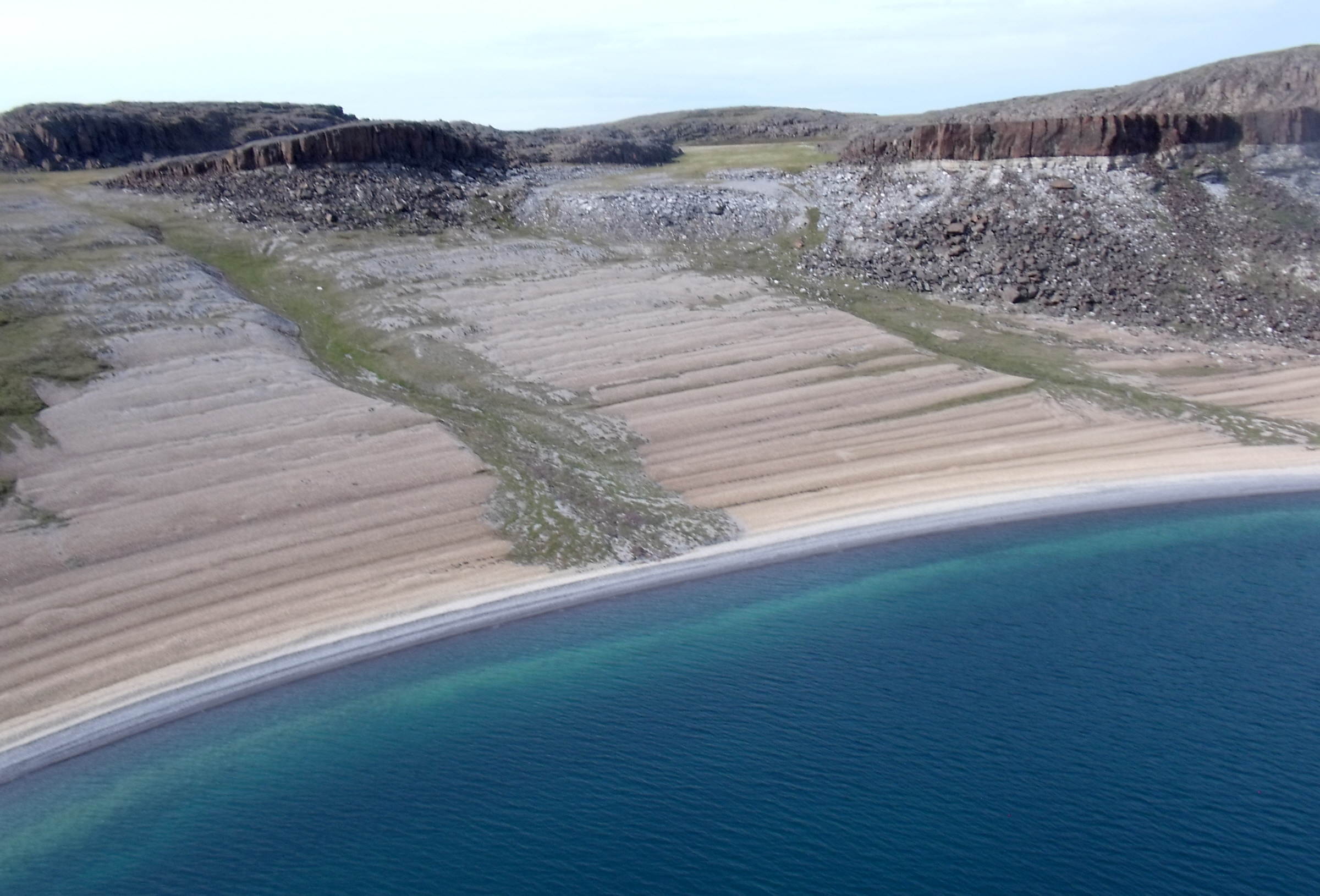
Questa spiaggia stratificata a Bathurst Inlet a Nunavut, è un esempio di rimbalzo post-glaciale verificatosi dopo l'ultima era glaciale e ancora in corso.

Il rimbalzo post glaciale o isostasia post glaciale è un processo geologico che avviene alla fine delle ere glaciali quando i ghiacciai continentali si sciolgono, e la crosta terrestre, liberata dal peso, si risolleva.  Questo processo è molto lento e può durare anche migliaia di anni per via della viscosità del mantello terrestre sottostante.
Gli effetti diretti dell'innalzamento del rimbalzo post-glaciale sono facilmente evidenti in alcune parti dell'Eurasia settentrionale, dell'America settentrionale, della Patagonia e dell'Antartide. Tuttavia, attraverso i processi di sifonamento degli oceani e di levamento continentale, gli effetti del rimbalzo post-glaciale sul livello del mare si fanno sentire a livello globale lontano dalle posizioni delle attuali e precedenti calotte glaciali.

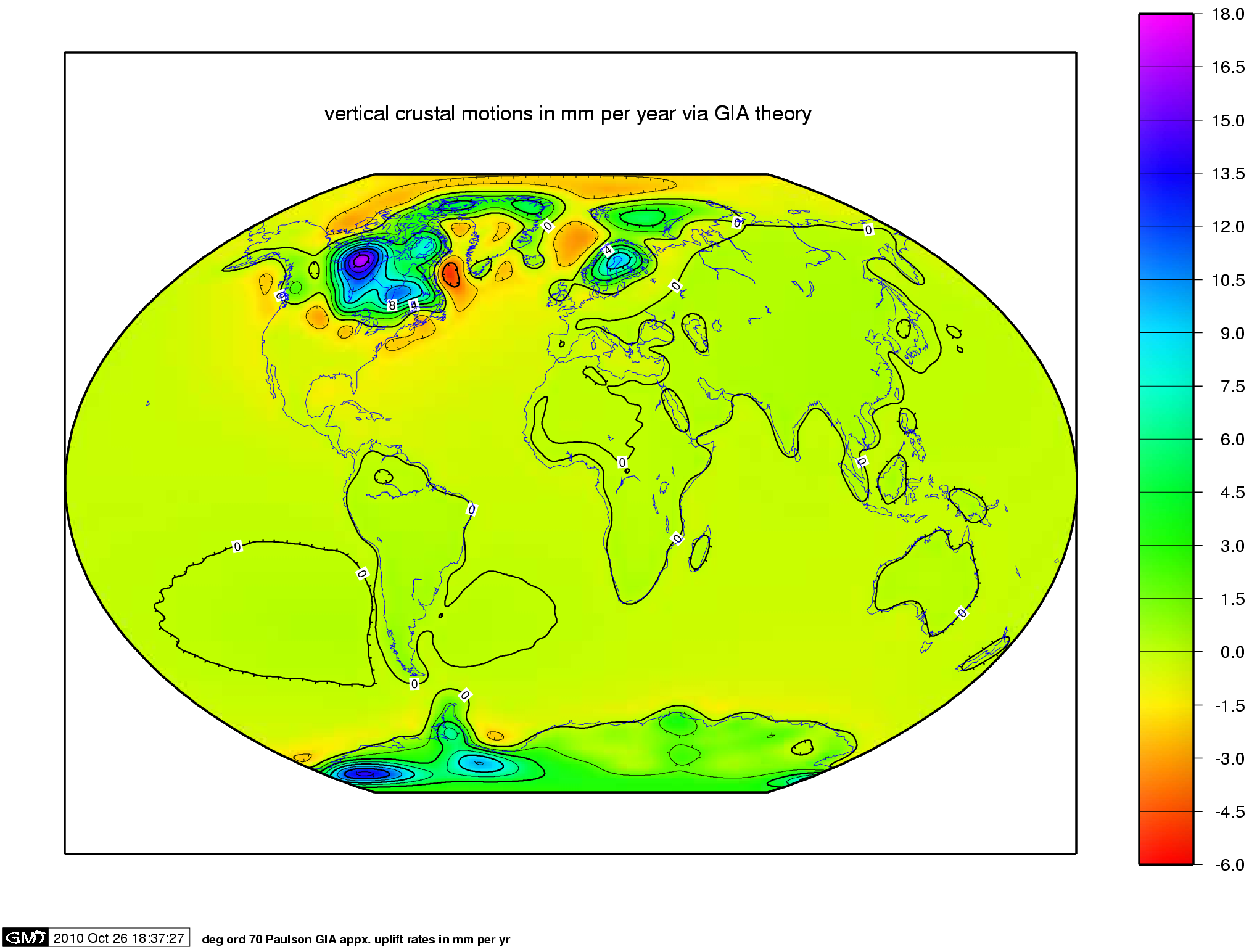
Un modello dell'attuale cambiamento di massa dovuto al rimbalzo post-glaciale e al ricaricamento dei bacini oceanici con acqua di mare. Le aree blu e viola indicano un aumento dovuto alla rimozione delle calotte glaciali. Le aree gialle e rosse indicano il calo poiché il materiale del mantello si è allontanato da queste aree per rifornire le aree in risalita e a causa del collasso delle sporgenze attorno alle calotte glaciali

Tale fenomeno è studiato in quanto permette di stimare la viscosità del mantello litosferico.

## Panoramica
Durante l'ultimo periodo glaciale, gran parte dell'Europa settentrionale, dell'Asia, del Nord America, della Groenlandia e dell'Antartide erano ricoperti da calotte glaciali che raggiungevano uno spessore fino a tre chilometri durante il massimo glaciale circa 20.000 anni fa. L'enorme peso di questo ghiaccio ha causato la deformazione della superficie della crosta terrestre verso il basso, costringendo il materiale del mantello viscoelastico a fluire lontano dalla regione caricata. Alla fine di ogni periodo glaciale, quando i ghiacciai si ritiravano, la rimozione di questo peso portava ad un lento (e ancora in corso) sollevamento o rimbalzo del terreno e al flusso di ritorno del materiale del mantello sotto l'area deglaciata. A causa dell'estrema viscosità del mantello, occorreranno molte migliaia di anni prima che la terra raggiunga un livello di equilibrio .
Il sollevamento è avvenuto in due fasi distinte. Il sollevamento iniziale successivo alla deglaciazione è stato quasi immediato a causa della risposta elastica della crosta quando il carico di ghiaccio è stato rimosso. Dopo questa fase elastica, il sollevamento procedeva con un lento flusso viscoso ad una velocità esponenzialmente decrescente. Oggi, i tassi di sollevamento tipici sono dell'ordine di 1 cm/anno o meno. Nel nord Europa ciò è chiaramente dimostrato dai dati GPS ottenuti dalla rete GPS BIFROST; ad esempio in Finlandia, la superficie totale del paese cresce di circa sette chilometri quadrati all'anno.  Gli studi suggeriscono che la ripresa continuerà per almeno altri 10.000 anni. Il sollevamento totale dalla fine della deglaciazione dipende dal carico di ghiaccio locale e potrebbe essere di diverse centinaia di metri vicino al centro del rimbalzo.
Recentemente, il termine “rimbalzo post-glaciale” viene gradualmente sostituito dal termine “aggiustamento isostatico glaciale”. Ciò avviene in riconoscimento del fatto che la risposta della Terra al carico e scarico glaciale non si limita al movimento di rimbalzo verso l’alto, ma coinvolge anche il movimento del terreno verso il basso, il movimento orizzontale della crosta,  i cambiamenti nei livelli globali del mare e il campo gravitazionale terrestre, terremoti indotti,  e cambiamenti nella rotazione terrestre. Un altro termine alternativo è "isostasia glaciale", perché il sollevamento vicino al centro di rimbalzo è dovuto alla tendenza al ripristino dell'equilibrio isostatico (come nel caso dell'isostasia delle montagne). Sfortunatamente, quel termine dà l'impressione sbagliata che l'equilibrio isostatico sia in qualche modo raggiunto, quindi aggiungendo alla fine "aggiustamento" si enfatizza il movimento di ripristino.

## Effetti
Il rimbalzo post-glaciale produce effetti misurabili sul movimento crostale verticale, sul livello globale del mare, sul movimento crostale orizzontale, sul campo gravitazionale, sulla rotazione terrestre, sullo stress crostale e sui terremoti. Gli studi sul rimbalzo glaciale ci forniscono informazioni sulla legge di flusso delle rocce del mantello, che è importante per lo studio della convezione del mantello, della tettonica a placche e dell'evoluzione termica della Terra. Fornisce inoltre informazioni sulla storia passata della calotta glaciale, che è importante per la glaciologia, il paleoclima e i cambiamenti nel livello del mare globale. Comprendere il rimbalzo postglaciale è importante anche per la nostra capacità di monitorare i recenti cambiamenti globali.

### Movimento verticale della crosta
Il comportamento elastico della litosfera e del mantello, che illustra il cedimento della crosta rispetto alle proprietà del paesaggio come risultato della forza verso il basso di un ghiacciaio in "Prima", e gli effetti che lo scioglimento e il ritiro dei ghiacciai hanno sul rimbalzo del mantello e litosfera in 'Dopo'.

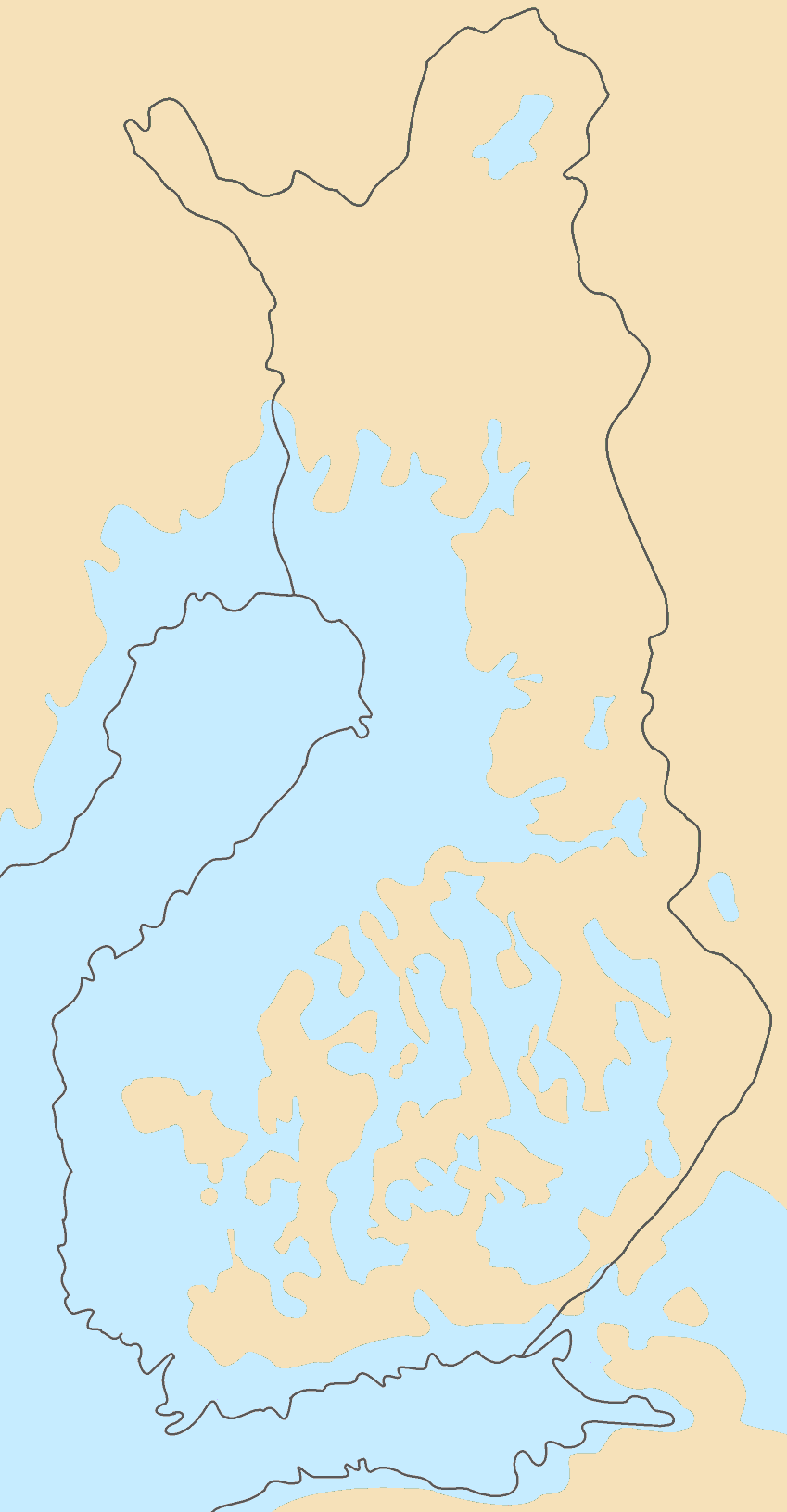
Gran parte della Finlandia moderna è un ex fondale marino o arcipelago: sono illustrati i livelli del mare immediatamente dopo l'ultima era glaciale

Massi erratici, valli a forma di U, drumlin, esker, laghi bollitore, striature del substrato roccioso sono tra i segni comuni dell'era glaciale. Inoltre, il rimbalzo post-glaciale ha causato numerosi cambiamenti significativi alle coste e ai paesaggi nel corso delle ultime migliaia di anni, e gli effetti continuano ad essere significativi.
In Svezia, il lago Mälaren era in passato un braccio del Mar Baltico, ma il sollevamento alla fine lo interruppe e lo fece diventare un lago d'acqua dolce intorno al XII secolo, all'epoca in cui fu fondata Stoccolma nel suo sbocco. Le conchiglie marine trovate nei sedimenti del lago Ontario implicano un evento simile in epoca preistorica. Altri effetti pronunciati possono essere visti sull'isola di Öland, in Svezia, che ha poco rilievo topografico a causa della presenza della stessa Stora Alvaret. L'innalzamento del territorio ha fatto sì che l'area di insediamento dell'età del ferro si allontanasse dal Mar Baltico, facendo sì che gli attuali villaggi sulla costa occidentale si siano arretrati inaspettatamente lontano dalla riva. Questi effetti sono piuttosto drammatici nel villaggio di Alby, ad esempio, dove si sapeva che gli abitanti dell’età del ferro sopravvivevano grazie ad una consistente pesca costiera.
Come risultato del rimbalzo post-glaciale, si prevede che il Golfo di Botnia finirà per chiudersi a Kvarken tra più di 2.000 anni.  Il Kvarken è un patrimonio naturale mondiale dell'UNESCO, selezionato come "area tipo" che illustra gli effetti del rimbalzo post-glaciale e del ritiro glaciale dell'olocene.
In molti altri porti nordici, come Tornio e Pori (ex Ulvila), il porto ha dovuto essere trasferito più volte. Anche i nomi dei luoghi nelle regioni costiere illustrano il rilievo del terreno: ci sono luoghi interni chiamati "isola", "skerry", "roccia", "punto" e "suono". Ad esempio, Oulunnsalo "isola di Oulujoki"  è una penisola, con nomi nell'entroterra come Koivukari "Birch Rock", Santaniemi "Sandy Cape" e Salmioja "il ruscello dello stretto". 
In Gran Bretagna, la glaciazione ha interessato la Scozia ma non l'Inghilterra meridionale, e la ripresa post-glaciale della Gran Bretagna settentrionale (fino a 10 cm per secolo) sta causando un corrispondente movimento verso il basso della metà meridionale dell'isola (fino a 5 cm per secolo). Ciò alla fine porterà ad un aumento del rischio di inondazioni nell’Inghilterra meridionale e nell’Irlanda sudoccidentale.

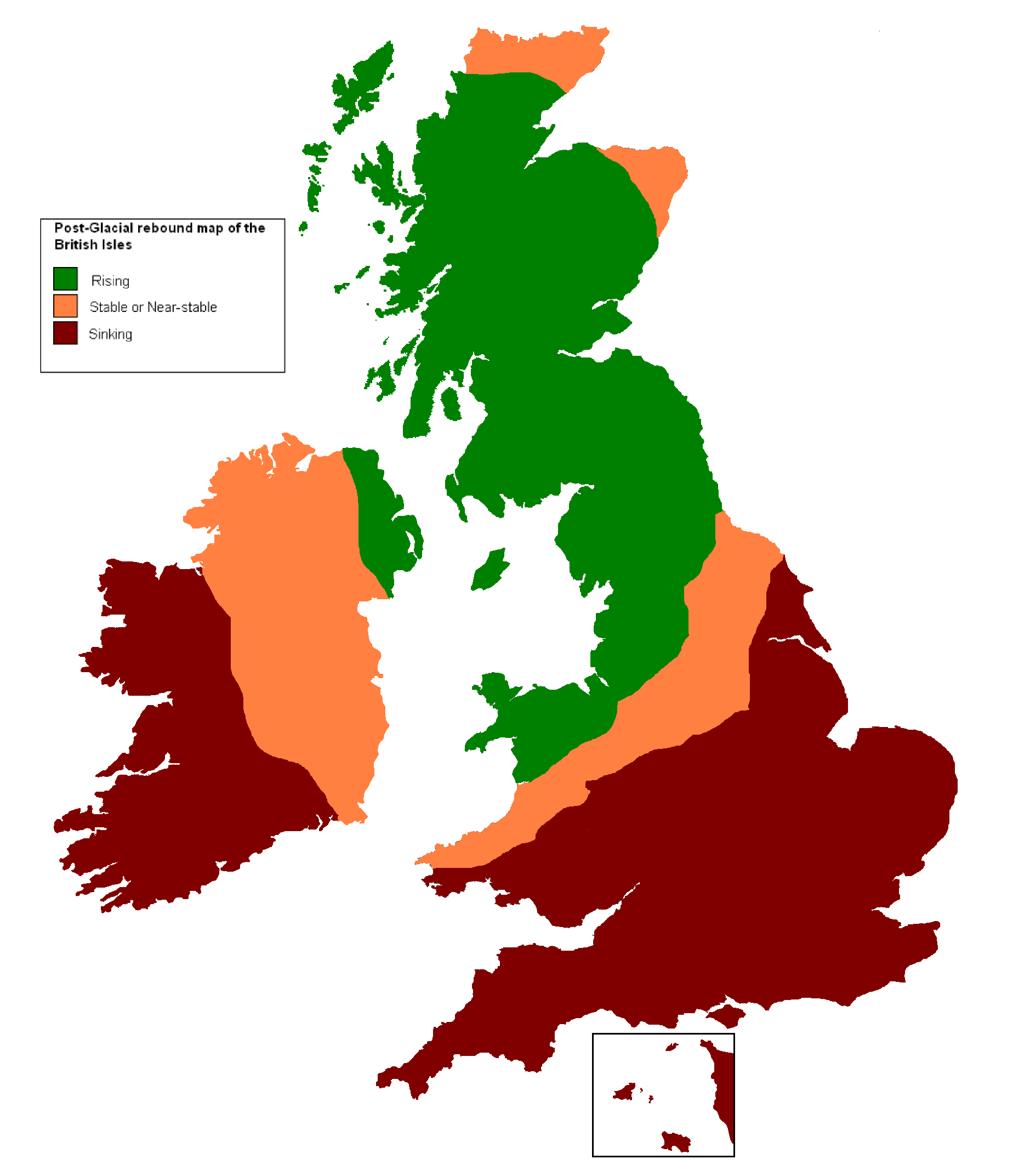
Mappa degli effetti del rimbalzo post-glaciale sul livello terrestre dell'Irlanda e delle isole britanniche

Poiché il processo di aggiustamento isostatico dei ghiacciai provoca lo spostamento della terra rispetto al mare, si è scoperto che le antiche coste si trovano al di sopra del livello del mare attuale in aree che un tempo erano ghiacciate. D'altra parte, i luoghi nell'area periferica del rigonfiamento, sollevati durante la glaciazione, ora iniziano ad abbassarsi. Pertanto, le antiche spiagge si trovano al di sotto del livello del mare attuale nell'area del rigonfiamento. I “dati relativi al livello del mare”, che consistono in misurazioni di altezza ed età delle antiche spiagge di tutto il mondo, ci dicono che l’aggiustamento isostatico glaciale procedette a un ritmo più elevato verso la fine della deglaciazione rispetto a oggi.
L'attuale movimento di sollevamento nel nord Europa è monitorato anche da una rete GPS chiamata BIFROST. I risultati dei dati GPS mostrano un tasso di picco di circa 11 mm/anno nella parte settentrionale del Golfo di Botnia, ma questo tasso di sollevamento diminuisce e diventa negativo al di fuori dell'ex margine di ghiaccio.
Nel campo vicino all'ex margine di ghiaccio, la terra sprofonda rispetto al mare. Questo è il caso lungo la costa orientale degli Stati Uniti, dove antiche spiagge si trovano sommerse al di sotto del livello del mare attuale e si prevede che la Florida sarà sommersa in futuro. I dati GPS nel Nord America confermano anche che il sollevamento del terreno diventa subsidenza al di fuori dell'ex margine di ghiaccio.

### Livelli globali del mare
Per formare le calotte glaciali dell'ultima era glaciale, l'acqua degli oceani evaporò, si condensò sotto forma di neve e si depositò come ghiaccio alle alte latitudini. Pertanto il livello globale del mare è sceso durante la glaciazione.

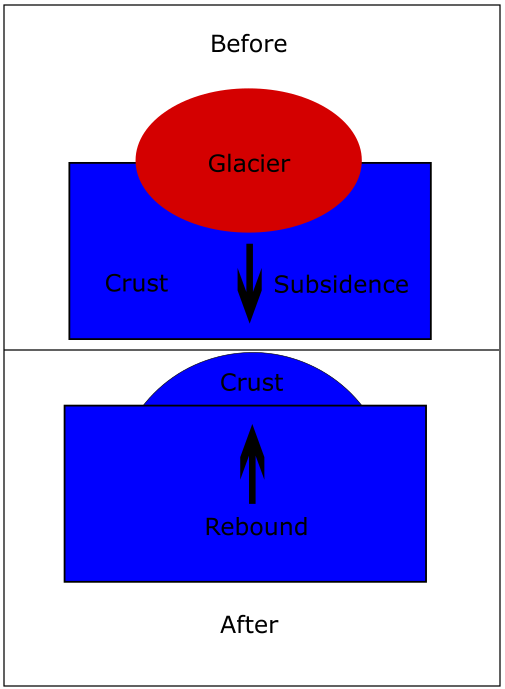
Il comportamento elastico della litosfera e del mantello, che illustra il cedimento della crosta rispetto alle proprietà del paesaggio come risultato della forza verso il basso di un ghiacciaio in "Prima", e gli effetti che lo scioglimento e il ritiro dei ghiacciai hanno sul rimbalzo del mantello e litosfera in 'Dopo'

Le calotte glaciali dell’ultimo massimo glaciale erano così massicce che il livello globale del mare si abbassò di circa 120 metri. In questo modo le piattaforme continentali furono esposte e molte isole furono collegate ai continenti attraverso la terraferma. Questo è stato il caso tra le isole britanniche e l'Europa (Doggerland), o tra Taiwan, le isole indonesiane e l'Asia (Sondaland). Esisteva anche un ponte terrestre tra la Siberia e l'Alaska che consentiva la migrazione di persone e animali durante l'ultimo massimo glaciale.
L'abbassamento del livello del mare influenza anche la circolazione delle correnti oceaniche e quindi ha un impatto importante sul clima durante il massimo glaciale.
Durante la deglaciazione, l'acqua ghiacciata sciolta ritorna negli oceani, quindi il livello del mare nell'oceano aumenta nuovamente. Tuttavia, le registrazioni geologiche dei cambiamenti del livello del mare mostrano che la ridistribuzione dell’acqua ghiacciata sciolta non è la stessa ovunque negli oceani. In altre parole, a seconda della località, l’innalzamento del livello del mare in un determinato sito potrebbe essere maggiore di quello in un altro sito. Ciò è dovuto all'attrazione gravitazionale tra la massa dell'acqua sciolta e le altre masse, come le restanti calotte glaciali, i ghiacciai, le masse d'acqua e le rocce del mantello e le variazioni del potenziale centrifugo dovute alla rotazione variabile della Terra.

### Movimento della crosta orizzontale
Al movimento verticale si accompagna il movimento orizzontale della crosta. La rete BIFROST GPS mostra che il movimento diverge dal centro di rimbalzo. Tuttavia, la velocità orizzontale maggiore si trova vicino all'ex margine di ghiaccio.
Meno certa è la situazione nel Nord America; ciò è dovuto alla scarsa distribuzione delle stazioni GPS nel Canada settentrionale, che è piuttosto inaccessibile.

### Inclinazione
La combinazione del movimento orizzontale e verticale modifica l'inclinazione della superficie. Cioè, le località più a nord si innalzano più velocemente, un effetto che diventa evidente nei laghi. I fondali dei laghi si inclinano gradualmente lontano dalla direzione del precedente massimo di ghiaccio, in modo tale che le sponde dei laghi sul lato del massimo (tipicamente nord) si ritirano e le sponde opposte (meridionali) affondano. Ciò provoca la formazione di nuove rapide e fiumi. Ad esempio, il lago Pielinen in Finlandia, che è grande (90 x 30 km) e orientato perpendicolarmente all'ex margine di ghiaccio, originariamente veniva drenato attraverso uno sbocco al centro del lago vicino a Nunnanlahti fino al lago Höytiäinen. Il cambio di inclinazione fece sì che Pielinen irrompesse attraverso l'Uimaharju esker all'estremità sud-occidentale del lago, creando un nuovo fiume (Pielisjoki) che scorre verso il mare attraverso il lago Pyhäselkä fino al lago Saimaa. Gli effetti sono simili a quelli riguardanti le coste marine, ma si verificano al di sopra del livello del mare. In futuro, l’inclinazione del terreno influenzerà anche il flusso dell’acqua nei laghi e nei fiumi, ed è quindi importante per la pianificazione della gestione delle risorse idriche.
In Svezia lo sbocco del lago Sommen nel nord-ovest ha un rimbalzo di 2,36 mm/a mentre nello Svanaviken orientale è di 2,05 mm/a. Ciò significa che il lago si sta lentamente inclinando e le sponde sudorientali sono sommerse.

## Riscaldamento globale recente
Il recente riscaldamento globale ha causato lo scioglimento dei ghiacciai montani e delle calotte glaciali in Groenlandia e Antartide e l’innalzamento del livello globale del mare. Pertanto, il monitoraggio dell’innalzamento del livello del mare e del bilancio di massa delle calotte glaciali e dei ghiacciai consente alle persone di comprendere meglio il riscaldamento globale.
Il recente aumento del livello del mare è stato monitorato mediante mareografi e altimetri satellitari (ad esempio TOPEX/Poseidon). Oltre all'aggiunta di acqua ghiacciata sciolta proveniente da ghiacciai e calotte glaciali, i recenti cambiamenti del livello del mare sono influenzati dall'espansione termica dell'acqua di mare dovuta al riscaldamento globale, dal cambiamento del livello del mare dovuto alla deglaciazione dell'ultimo massimo glaciale (mare postglaciale), dalla deformazione del fondale terrestre e oceanico e altri fattori. Pertanto, per comprendere il riscaldamento globale dovuto al cambiamento del livello del mare, bisogna essere in grado di separare tutti questi fattori, in particolare il rimbalzo post glaciale, poiché è uno dei fattori principali.
I cambiamenti di massa delle calotte glaciali possono essere monitorati misurando i cambiamenti nell’altezza della superficie ghiacciata, la deformazione del terreno sottostante e i cambiamenti nel campo gravitazionale sopra la calotta glaciale. Pertanto sono utili a tale scopo le missioni satellitari ICESat, GPS e GRACE. Tuttavia, l'aggiustamento isostatico glaciale delle calotte glaciali influenza oggi la deformazione del suolo e il campo gravitazionale. Pertanto comprendere l’aggiustamento isostatico glaciale è importante per monitorare il recente riscaldamento globale.
Uno dei possibili impatti della ripresa innescata dal riscaldamento globale potrebbe essere una maggiore attività vulcanica in aree precedentemente ricoperte di ghiaccio come l’Islanda e la Groenlandia. Potrebbe anche innescare terremoti intraplacca vicino ai margini di ghiaccio della Groenlandia e dell'Antartide. Si prevede che l'attuale rimbalzo isostatico glaciale insolitamente rapido (fino a 4,1 cm/anno) dovuto alle recenti perdite di massa di ghiaccio nella regione di insenatura del Mare di Amundsen in Antartide, insieme alla bassa viscosità del mantello regionale, fornisca una modesta influenza stabilizzante sull'instabilità della calotta glaciale marina nell'Antartide occidentale, ma probabilmente non in misura sufficiente per arrestarlo.